# Aberdeen Football Club Women
L'Aberdeen Football Club Women, citato più semplicemente come Aberdeen, precedentemente denominato Aberdeen Ladies Football Club (Aberdeen LFC), è una squadra di calcio femminile britannica con sede a Aberdeen, Scozia, e iscritta alla Scottish Women's Premier League, livello di vertice del campionato scozzese femminile di calcio.
La squadra è affiliata all'Aberdeen Football Club, utilizzandone simboli, colori sociali e impianti di allenamento, giocando le sue partite casalinghe all'Ainslie Park, impianto che condivide con il Sunnybank Football Club, squadra maschile iscritta Scottish Junior Football Association (SJFA).

## Palmarès
- Scottish Women's First Division: 2

2003-2004, 2011
- Scottish Women's Premier League Cup: 1

2011

## Organico

### Rosa 2017
Rosa aggiornata al 3 settembre 2017.
| N. |                   | Ruolo | Calciatrice                  |
| -- | ----------------- | ----- | ---------------------------- |
|    | Scozia (bandiera) |       | Susan Murray                 |
|    | Scozia (bandiera) | A     | Rebecca Dempster             |
|    | Scozia (bandiera) |       | Loren Campbell               |
|    | Scozia (bandiera) |       | Chloe Fitzpatrick (capitano) |
|    | Scozia (bandiera) |       | Cheryl Anderson              |

| N. |  | Ruolo | Calciatrice |
| -- |  | ----- | ----------- |